# Banda de Ipanema
Banda de Ipanema é um dos mais conhecidos blocos de carnaval do Rio de Janeiro, nascido em 1964 e que desfilou pela primeira vez no sábado de Carnaval em 1965. O bloco desfila no bairro que lhe dá nome, Ipanema, na Zona Sul da cidade do Rio de Janeiro, saindo anualmente da Praça General Osório no sábado, duas semanas antes do Carnaval, bem como no Sábado e na Terça-Feira de Carnaval.

## História
A banda foi fundada em 1965, por nomes como Albino Pinheiro, Ziraldo, Fredy Carneiro e o cartunista Jaguar, entre outros.
O cantor Gilberto Gil cita a banda de Ipanema na música Aquele Abraço, de 1969.
Sérgio Cabral em seu livro O abc de Sergio Cabral de 1979, faz uma citação sobre a Banda de Ipanema:
Ser padrinho ou madrinha da Banda de Ipanema é uma grande honra, como se vê pelos nomes escolhidos: Clementina de Jesus, Nássara, Eneida de Moraes, Bibi Ferreira, Lúcio Rangel, João de Barro, Leila Diniz, Aracy de Almeida, Clara Nunes, João Nogueira, Grande Otelo, Martinho da Vila, Nelson Cavaquinho e Cartola.

## Local e Data
- Local: concentração na Praça General Osório em Ipanema. A banda segue pela Avenida Vieira Souto em direção ao Leblon, na Rua Joana Angélica retorna à Rua Visconde de Pirajá seguindo de volta à Pça General Osório onde termina.
- Data: Concentração a partir das 15 horas.
  - Sábado 2 semanas antes do Carnaval
  - Sábado de Carnaval
  - Terça-feira de Carnaval